# Saint-Julien-de-Briola
Saint-Julien-de-Briola – miejscowość i gmina we Francji, w regionie Oksytania, w departamencie Aude.
Według danych na rok 1990 gminę zamieszkiwało 79 osób, a gęstość zaludnienia wynosiła 7 osób/km² (wśród 1545 gmin Langwedocji-Roussillon Saint-Julien-de-Briola plasuje się na 822. miejscu pod względem liczby ludności, natomiast pod względem powierzchni na miejscu 686.).